# Osiedle Kanonierów
Osiedle Kanonierów – osiedle mieszkaniowe domów jednorodzinnych w zachodniej części Tomaszowa Mazowieckiego.
W 2015 roku większość ulic osiedla została utwardzona. Wcześniej nawierzchnię asfaltową uzyskała jedynie ulica oddzielająca osiedle  od jednostki wojskowej – ul. gen. J. Bema. Po drugiej stronie tej ulicy ciągnie się również las, zwany w XIX wieku "Lasem nad Gościńcem", przynależny obecnie do gminy Tomaszów Mazowiecki.
Inne główne ulice: Kanonierów, Chodkiewicza, Sobieskiego, Żółkiewskiego, Batorego, Bezdomna, Smugowa i Ogrodowa. W okresie niemieckiej okupacji w latach 1939–1945 ul. Kanonierów oraz przedłużająca ją ul. Bezdomna zostały nazwane przez najeźdźców – Ernst-Udet-Straße na cześć niemieckiego pilota wojskowego Ernsta Udeta (1896-1941), jednego z asów lotniczych z czasów I wojny światowej.
Od zachodu osiedle sąsiaduje z jednostką wojskową na której stacjonuje tomaszowska 25 Brygada Kawalerii Powietrznej. Na terenie jednostki znajduje się cmentarz z czasów I wojny światowej.
Na południe od Osiedla Kanonierów leży Osiedle Zielone.

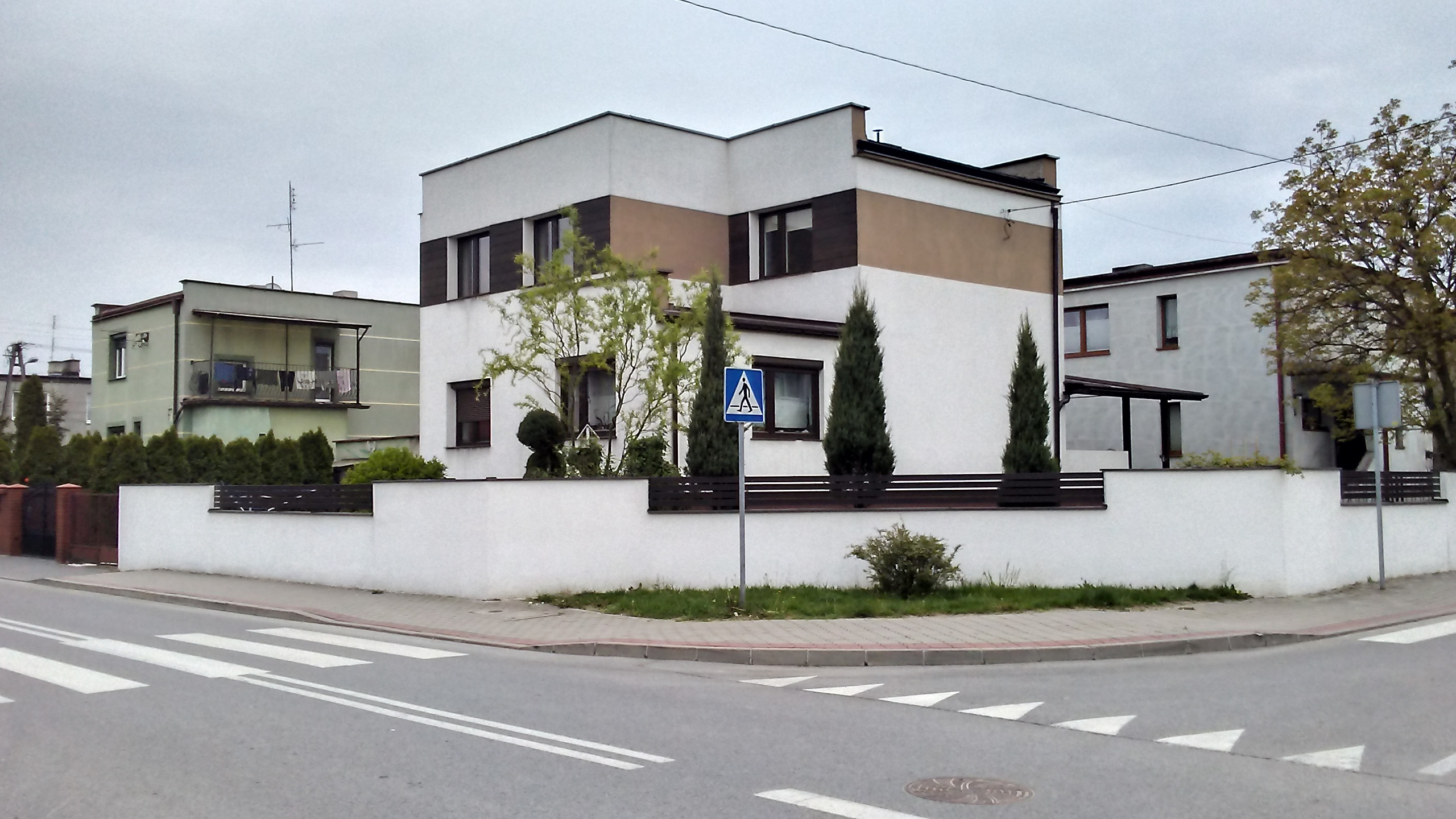
Róg ulicy Chodnkiewicza i ulicy Sobieskiego.
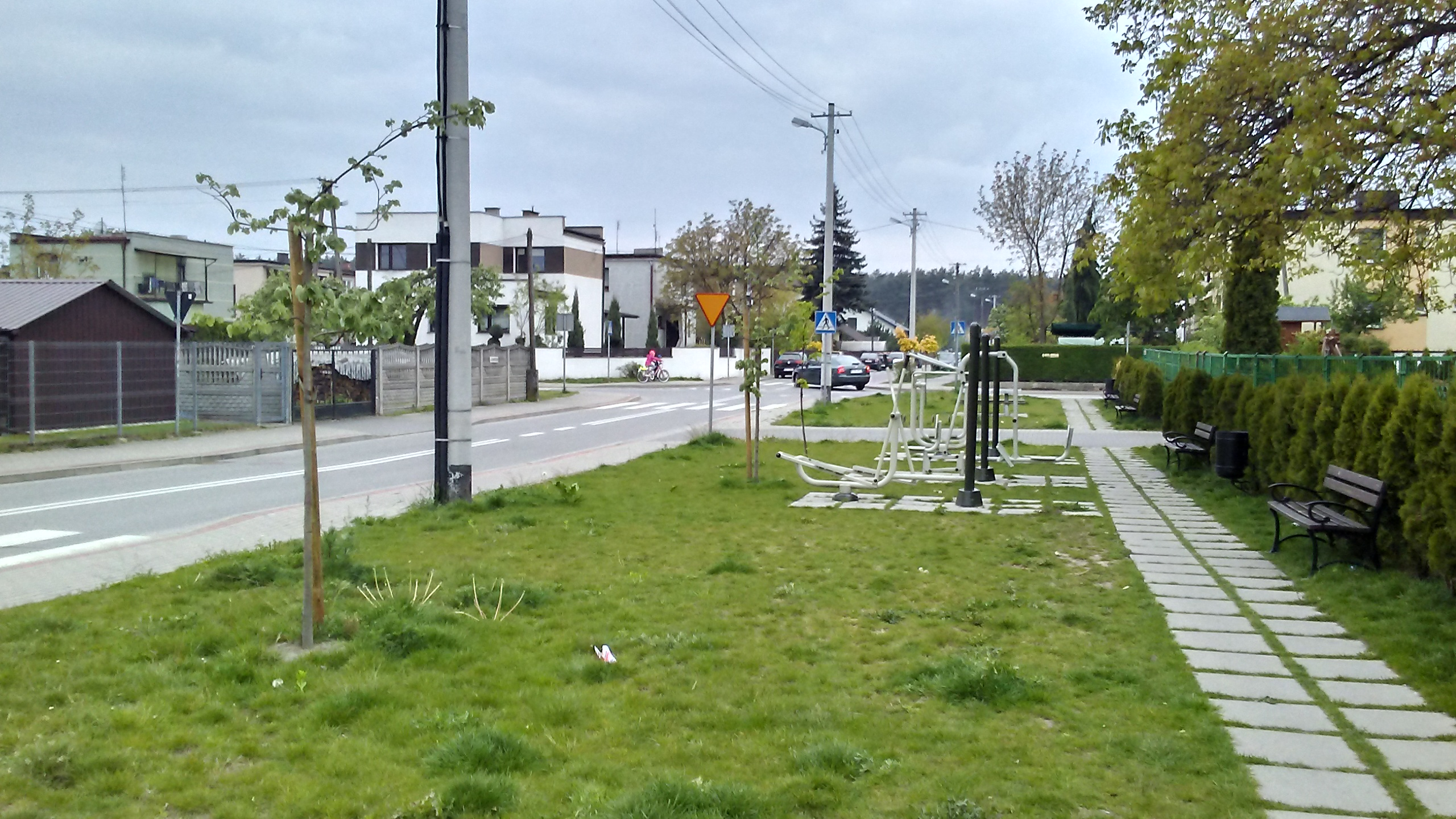
Skwer osiedlowy przy ulicy Sobieskigo. Zrealizowany w 2016 roku w ramach budżetu partycypacyjnego[2].
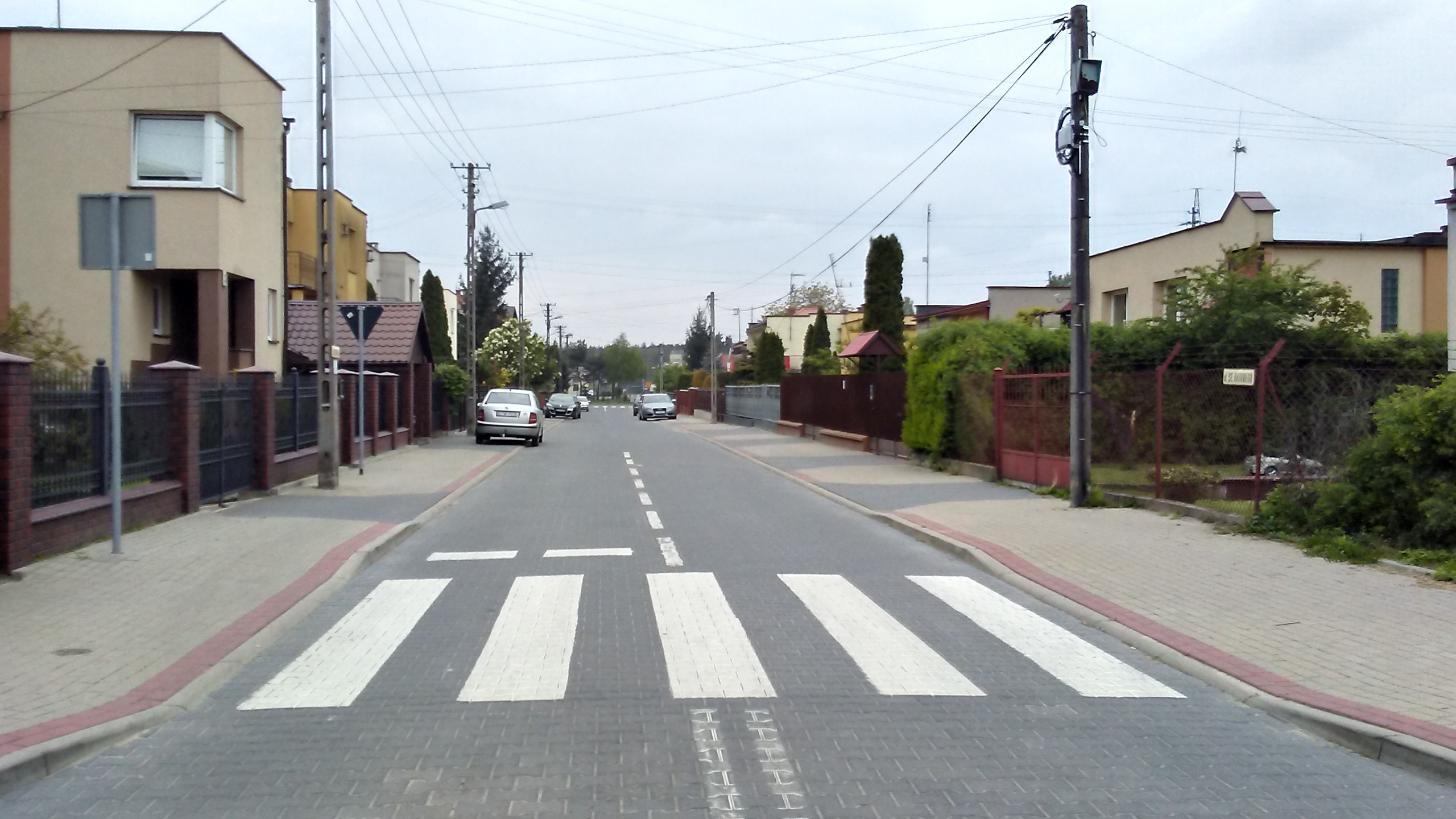
Ulica Batorego. Utwardzona w 2015 roku[3].
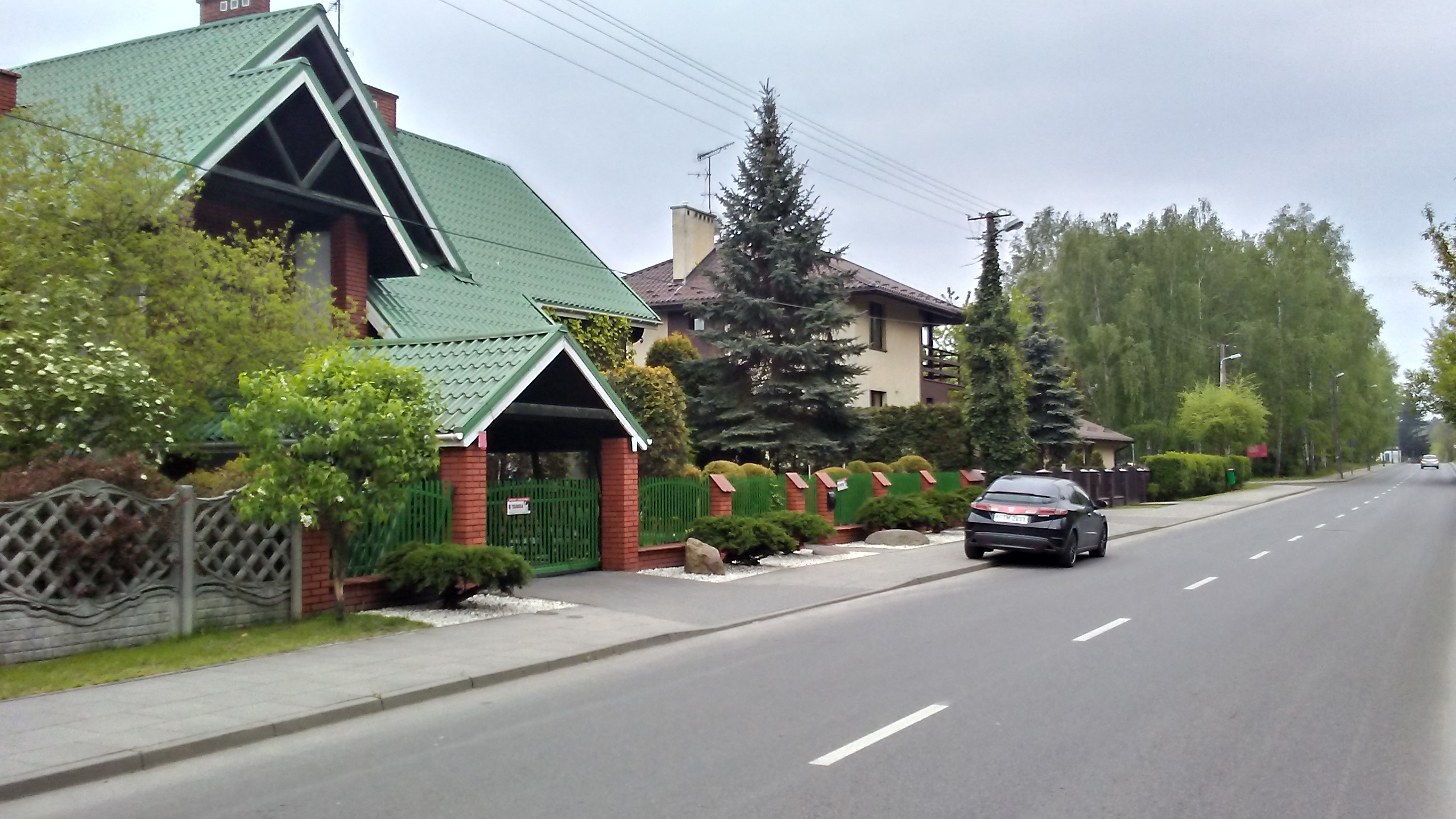
Ulica Bema będąca zachodnią granicą osiedla.